# Patrizio Oliva
Patrizio Oliva (* 28. ledna 1959 Neapol) je bývalý italský boxer. Měl přezdívku Sparviero (Krahujec).
V amatérském ringu vyhrál 93 zápasů z 96, byl členem policejního klubu v Neapoli. V roce 1976 získal svůj první titul boxerského mistra Itálie a v roce 1978 se stal juniorským mistrem Evropy. Na Středomořských hrách v roce 1979 získal bronzovou medaili. Na Mistrovství Evropy amatérů v boxu v roce 1979 v Kolíně nad Rýnem prohrál ve finále na body se sovětským reprezentantem Serikem Konakbajevem. Na moskevské olympiádě získal zlatou medaili. Porazil postupně Aureliena Agnana (Benin), Fareze Halabiho (Sýrie), Ace Rusevskiho (Jugoslávie), Tonyho Willise (Velká Británie) a ve finále vrátil porážku z evropského šampionátu domácímu Konakbajevovi. Také mu byla udělena Cena Vala Barkera pro nejstylovějšího boxera olympiády.
Po olympiádě se stal profesionálem. Mezi profesionály vyhrál 57 zápasů z 59, z toho dvacet před časovým limitem. V roce 1983 získal po vítězství nad Francouzem Robertem Gambinim titul European Boxing Union ve velterové váze. V letech 1986–1987 byl mistrem světa organizace World Boxing Association ve velterové váze a v letech 1990–1992 mistrem Evropy v lehké střední váze.
Kariéru ukončil v roce 1992. Působil pak jako boxerský trenér, rozhodčí a funkcionář, vedl italskou reprezentaci na olympiádách v letech 1996 a 2000. Vystupoval v televizním pořadu Notti sul ghiaccio, nazpíval album Resterò qui a hrál ve filmech Luciana Capponiho Butterfly zone - Il senso della farfalla a Il flauto. Vydal vzpomínkovou knihu Sparviero, o jeho životě také vznikla divadelní hra Patrizio vs Oliva. Má svoji hvězdu na Walk of Fame dello sport italiano.